# Élections législatives de 1893 en Charente-Inférieure
Les élections législatives de 1893 ont eu lieu les 20 août et 3 septembre 1893.

## Élus
|   | Circonscription     | Député sortant       |  | Groupe parlementaire | Député élu        |  | Groupe parlementaire |
| - | ------------------- | -------------------- |  | -------------------- | ----------------- |  | -------------------- |
| 1 | Jonzac              | Eugène Eschassériaux |  | Appel au peuple      | Eutrope Dupon     |  | Gauche progressiste  |
| 2 | Marennes            | Frédéric Garnier     |  | Union des gauches    | Frédéric Garnier  |  | GRG                  |
| 3 | Rochefort           | Ernest Braud         |  | Gauche Radicale      | Ernest Braud      |  | Gauche progressiste  |
| 4 | La Rochelle         | Émile Delmas         |  | Union des gauches    | Edouard Charruyer |  | Gauche progressiste  |
| 5 | 1re de Saintes      | Anatole Lemercier    |  | Union des gauches    | Anatole Lemercier |  | GRG                  |
| 6 | 2e de Saintes       | Eugène Jolibois      |  | Appel au peuple      | Gabriel Dufaure   |  | Droite               |
| 7 | Saint-Jean d'Angély | Louis Roy de Loulay  |  | Appel au peuple      | Pascal Bourcy     |  | GRG                  |

## Résultats à l'échelle du département
| Partis         | Partis                     | Premier tour | Premier tour | Deuxième tour | Deuxième tour | Sièges |
| Partis         | Partis                     | Voix         | %            | Voix          | %             | Sièges |
| -------------- | -------------------------- | ------------ | ------------ | ------------- | ------------- | ------ |
|                | Républicains opportunistes | 44 346       | 46,37        | 17 187        | 52,44         | 3      |
|                | Radicaux                   | 31 634       | 33,08        |               |               | 3      |
|                | Monarchistes               | 16 327       | 17,07        | 15 585        | 47,56         | 1      |
|                | Socialistes                | 3 320        | 3,47         |               |               | 0      |
|                | Divers                     | 13           | 0,14         | 0             |               |        |
|                |                            |              |              |               |               |        |
| Inscrits       | Inscrits                   | 142 522      | 100,00       | 43 240        | 100,00        | 7      |
| Votants        | Votants                    | 100 181      | 70,29        | 33 219        | 76,82         |        |
| Abstentions    | Abstentions                | 42 341       | 20,71        | 10 021        | 23,18         |        |
| Blancs et nuls | Blancs et nuls             | 4 541        | 4,53         | 290           | 1,35          |        |
| Exprimés       | Exprimés                   | 95 640       | 95,47        | 32 772        | 98,65         |        |

## Résultats par arrondissement

### Arrondissement de Jonzac
| Candidats      | Candidats                    | Étiquette                | Premier tour | Premier tour |
| Candidats      | Candidats                    | Étiquette                | Voix         | %            |
| -------------- | ---------------------------- | ------------------------ | ------------ | ------------ |
|                | Eutrope Dupon                | Radical                  | 10 280       | 60,15        |
|                | Maurice Lannes de Montebello | Monarchiste              | 3 279        | 19,18        |
|                | Patron                       | Républicain opportuniste | 2 143        | 12,54        |
|                | Regnauld                     | Républicain opportuniste | 1 390        | 8,13         |
|                |                              |                          |              |              |
| Inscrits       | Inscrits                     | Inscrits                 | 24 084       | 100,00       |
| Votants        | Votants                      | Votants                  | 17 296       | 71,82        |
| Abstention     | Abstention                   | Abstention               | 6 788        | 28,18        |
| Blancs et nuls | Blancs et nuls               | Blancs et nuls           | 204          | 1,18         |
| Exprimés       | Exprimés                     | Exprimés                 | 17 092       | 98,82        |

### Arrondissement de Marennes
| Candidats      | Candidats        | Étiquette                | Premier tour | Premier tour |
| Candidats      | Candidats        | Étiquette                | Voix         | %            |
| -------------- | ---------------- | ------------------------ | ------------ | ------------ |
|                | Frédéric Garnier | Républicain opportuniste | 8 743        | 99,85        |
|                | Courtin          | Divers                   | 13           | 0,15         |
|                |                  |                          |              |              |
| Inscrits       | Inscrits         | Inscrits                 | 16 705       | 100,00       |
| Votants        | Votants          | Votants                  | 9 762        | 58,44        |
| Abstention     | Abstention       | Abstention               | 6 943        | 41,56        |
| Blancs et nuls | Blancs et nuls   | Blancs et nuls           | 1 006        | 10,31        |
| Exprimés       | Exprimés         | Exprimés                 | 8 756        | 89,69        |

### Arrondissement de Rochefort
| Candidats      | Candidats      | Étiquette      | Premier tour | Premier tour |
| Candidats      | Candidats      | Étiquette      | Voix         | %            |
| -------------- | -------------- | -------------- | ------------ | ------------ |
|                | Ernest Braud   | Radical        | 8 733        | 83,23        |
|                | Charles Dupon  | Socialiste     | 1 759        | 16,77        |
|                |                |                |              |              |
| Inscrits       | Inscrits       | Inscrits       | 19 234       | 100,00       |
| Votants        | Votants        | Votants        | 11 448       | 59,52        |
| Abstention     | Abstention     | Abstention     | 7 786        | 40,48        |
| Blancs et nuls | Blancs et nuls | Blancs et nuls | 956          | 8,35         |
| Exprimés       | Exprimés       | Exprimés       | 10 492       | 91,65        |

### Arrondissement de La Rochelle
| Candidats      | Candidats         | Étiquette                | Premier tour | Premier tour |
| Candidats      | Candidats         | Étiquette                | Voix         | %            |
| -------------- | ----------------- | ------------------------ | ------------ | ------------ |
|                | Edouard Charruyer | Radical                  | 9 700        | 53,00        |
|                | Émile Delmas      | Républicain opportuniste | 8 605        | 47,00        |
|                |                   |                          |              |              |
| Inscrits       | Inscrits          | Inscrits                 | 23 395       | 100,00       |
| Votants        | Votants           | Votants                  | 19 048       | 81,41        |
| Abstention     | Abstention        | Abstention               | 4 347        | 18,59        |
| Blancs et nuls | Blancs et nuls    | Blancs et nuls           | 743          | 3,90         |
| Exprimés       | Exprimés          | Exprimés                 | 18 305       | 96,10        |

### Arrondissement de Saintes

#### 1recirconscription
| Candidats      | Candidats         | Étiquette                | Premier tour | Premier tour |
| Candidats      | Candidats         | Étiquette                | Voix         | %            |
| -------------- | ----------------- | ------------------------ | ------------ | ------------ |
|                | Anatole Lemercier | Républicain opportuniste | 8 358        | 100,00       |
|                |                   |                          |              |              |
| Inscrits       | Inscrits          | Inscrits                 | 15 975       | 100,00       |
| Votants        | Votants           | Votants                  | 9 764        | 61,12        |
| Abstention     | Abstention        | Abstention               | 6 211        | 38,88        |
| Blancs et nuls | Blancs et nuls    | Blancs et nuls           | 1 406        | 14,40        |
| Exprimés       | Exprimés          | Exprimés                 | 8 358        | 85,60        |

#### 2ecirconscription
| Candidats      | Candidats       | Étiquette                | Premier tour | Premier tour | Deuxième tour | Deuxième tour |
| Candidats      | Candidats       | Étiquette                | Voix         | %            | Voix          | %             |
| -------------- | --------------- | ------------------------ | ------------ | ------------ | ------------- | ------------- |
|                | Gabriel Dufaure | Monarchiste              | 3 951        | 32,48        | 6 052         | 51,85         |
|                | Denis           | Républicain opportuniste | 3 393        | 27,89        | 5 619         | 48,15         |
|                | Nicolle         | Républicain opportuniste | 3 261        | 26,80        |               |               |
|                | Seuillet        | Socialiste               | 1 561        | 12,83        |               |               |
|                |                 |                          |              |              |               |               |
| Inscrits       | Inscrits        | Inscrits                 | 16 186       | 100,00       | 16 297        | 100,00        |
| Votants        | Votants         | Votants                  | 12 276       | 75,84        | 11 961        | 73,39         |
| Abstention     | Abstention      | Abstention               | 3 910        | 24,16        | 4 336         | 26,61         |
| Blancs et nuls | Blancs et nuls  | Blancs et nuls           | 110          | 0,90         | 290           | 2,42          |
| Exprimés       | Exprimés        | Exprimés                 | 12 166       | 99,10 %      | 11 671        | 97,58         |

### Arrondissement de Saint-Jean d'Angély
| Candidats      | Candidats           | Étiquette                | Premier tour | Premier tour | Deuxième tour | Deuxième tour |
| Candidats      | Candidats           | Étiquette                | Voix         | %            | Voix          | %             |
| -------------- | ------------------- | ------------------------ | ------------ | ------------ | ------------- | ------------- |
|                | Louis Roy de Loulay | Monarchiste              | 9 097        | 44,53        | 9 533         | 45,18         |
|                | Pascal Bourcy       | Républicain opportuniste | 8 453        | 41,37        | 11 568        | 54,82         |
|                | Eugène Réveillaud   | Radical                  | 2 921        | 14,30        |               |               |
|                |                     |                          |              |              |               |               |
| Inscrits       | Inscrits            | Inscrits                 | 26 943       | 100,00       | 26 943        | 100,00        |
| Votants        | Votants             | Votants                  | 20 587       | 76,41        | 21 258        | 78,90         |
| Abstention     | Abstention          | Abstention               | 6 356        | 23,59        | 5 685         | 21,10         |
| Blancs et nuls | Blancs et nuls      | Blancs et nuls           | 156          | 0,76         | 157           | 0,74          |
| Exprimés       | Exprimés            | Exprimés                 | 20 431       | 99,24        | 21 101        | 99,26         |